# Chironius bicarinatus
Espèce
Synonymes
- Coluber bicarinatus Wied, 1820

Chironius bicarinatus  est une espèce de serpents de la famille des Colubridae.

## Répartition
Cette espèce se rencontre :
- en Argentine, dans la province de Misiones ;
- au Brésil, dans l'Espírito Santo, le Goiás, l'est du Minas Gerais, le Rio Grande do Sul, le São Paulo ;
- dans le nord-ouest de l'Uruguay[1].

## Description
Chironius bicarinatus est un serpent diurne qui se nourrit essentiellement d'amphibiens.

## Publication originale
- Wied-Neuwied, 1820 : Reise nach Brasilien in den Jahren 1815 bis 1817. vol. 1.